# Brenat
Brenat é uma comuna francesa na região administrativa de Auvérnia-Ródano-Alpes, no departamento Puy-de-Dôme. Estende-se por uma área de 8,78 km². Em 2010 a comuna tinha 639 habitantes (densidade: 72,8 hab./km²).